# Chiesa della Guarnigione
La chiesa della Guarnigione è una chiesa anglicana di Sydney in Australia.

## Storia
La costruzione della chiesa venne decisa per far fronte allo sviluppo commerciale e alla crescita demografica del quartiere di Millers Point, dal momento che la prima e allora unica chiesa del quartiere, la chiesa di San Filippo, non poteva più fisicamente accogliere l'accresciuto numero di parrocchiani. Fu così che in una riunione convocata dal reverendo William Cowper e tenutasi il 23 dicembre 1839 venne approvata una risoluzione per chiedere al governatore George Gipps l'istituzione di una nuova parrocchia, intitolata alla Santa Trinità, e l'erezione di una nuova chiesa. Gipps concesse l'approvazione nel gennaio 1840 e l'architetto Henry Ginn fu immediatamente incaricato di redigere i piani per la nuova chiesa.
La prima pietra venne posata dal vescovo William Broughton il 23 giugno 1840.

## Descrizione
L'edificio presenta uno stile neogotico.

## Galleria d'immagini

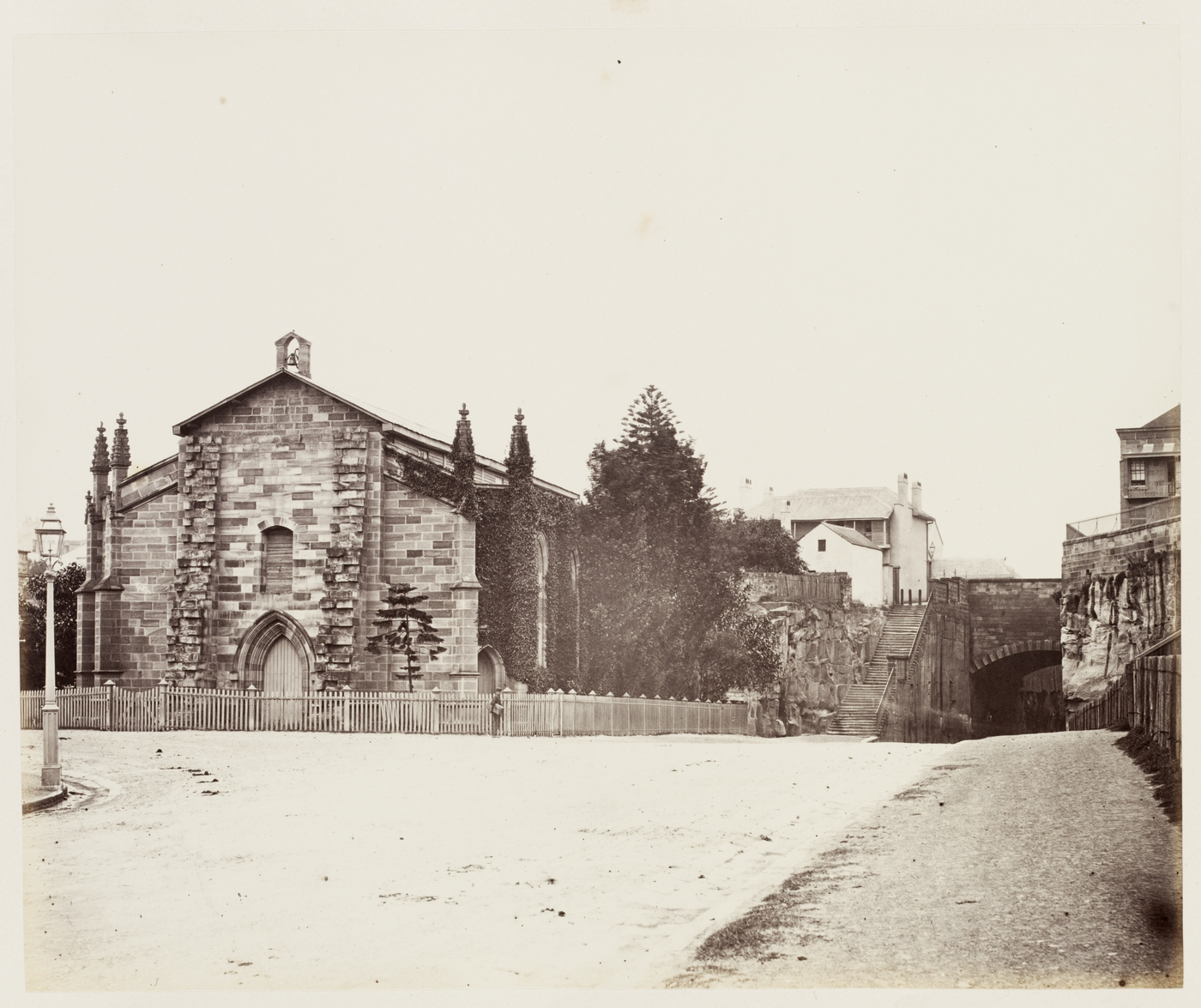
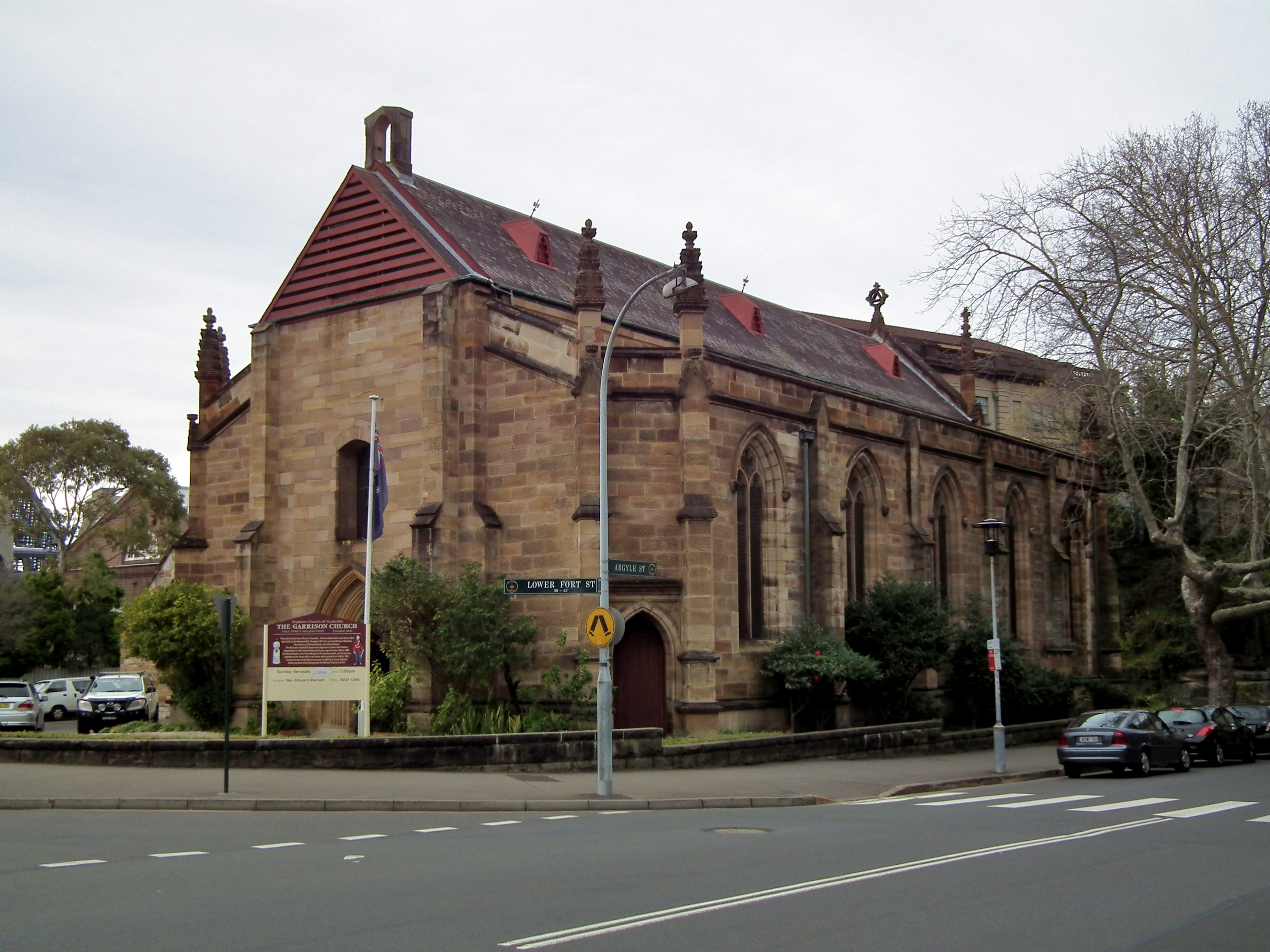
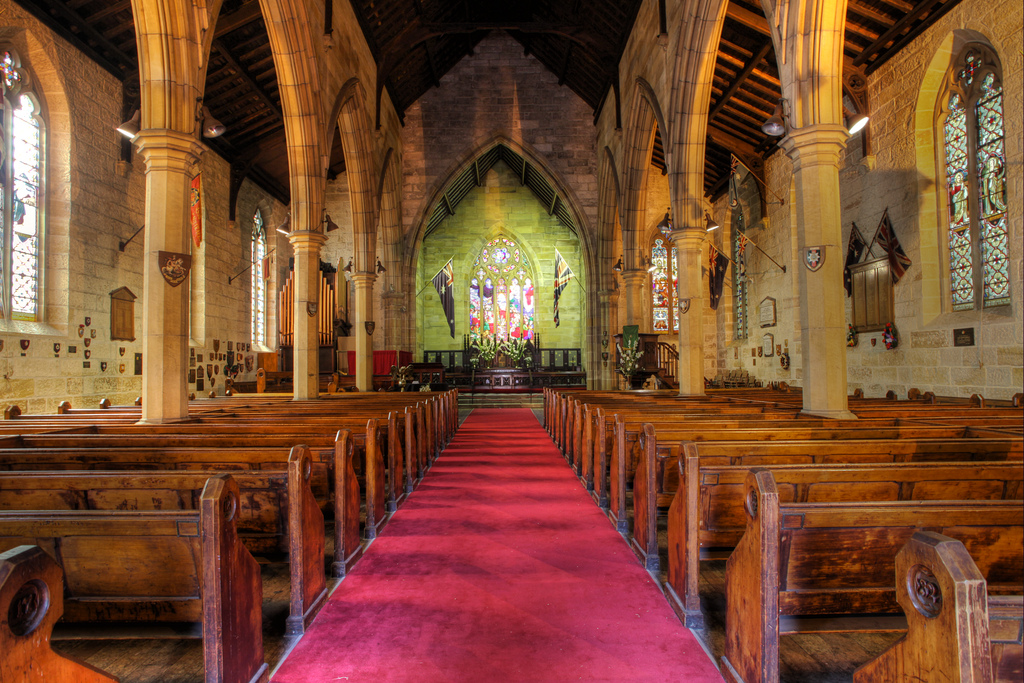